# Емілія Рідберг
Ханна Емілія Рідберг-Мітіку, відома просто як Емілія (нар. 5 січня 1978), — шведська поп та соул співачка. Її хіт 1998 року «Big Big World» посів перше місце в музичних чартах кількох країн.

## Життєпис і кар'єра
Батько Емілії — популярний ефіопський співак Тешоме Мітіку. Її мати — шведка Малена Рідберг. Будучи студенткою, вона відвідувала музичну школу Адольфа Фредріка в Стокгольмі.
Рідберг була відкрита у 1996 році Ларсом Андерсоном, сином менеджера ABBA Стіга Андерсона. У перші роки своєї кар'єри вона використовувала мононім Емілія, але останнім часом почала виступати під ім'ям Емілія Мітіку, використовуючи прізвище свого батька. У 2009 році вона брала участь у Melodifestivalen, шведському національному відборі на пісенний конкурс Євробачення, з піснею «You're My World». В фіналі вона посіла дев'яте місце. У 2009 році випустила альбом My World . Її сингл «Teardrops» був випущений на радіостанціях 2 червня 2009 року. Її дует з Акошом Добради, «Side By Side» (Szerelemre hangolva), був записаний угорською та англійською мовами і виданий того ж року.
Емілія записала кавер-версію пісні Ріанни «We Found Love» для студійної сесії в Стокгольмі, яку опублікували на YouTube. 25 червня 2012 року вона випустила сингл «Lost Inside».
У 2021 році вона приєдналася до жіночої групи Super Fëmmes, до складу якої увійшли Тереза Гранквіст, Деніз Лопес, Міа Шотте, Жозефін Віллерс і сама Емілія. У квітні 2022 року гурт випустив свій дебютний сингл — кавер на хіт Rozalla 1991 року «Everybody's Free».